# Magda Wiet-Hénin
Magda Wiet-Hénin (Nancy, 31 de agosto de 1995) es una deportista francesa que compite en taekwondo.
Ganó dos medallas en el Campeonato Mundial de Taekwondo, en los años 2019 y 2023, y cinco medallas en el Campeonato Europeo de Taekwondo entre los años 2014 y 2024.
En los Juegos Europeos de Cracovia 2023 consiguió una medalla de bronce en la categoría de –67 kg.
Cursó estudios superiores en la Emlyon Business School.

## Palmarés internacional
| Campeonato Mundial | Campeonato Mundial       | Campeonato Mundial | Campeonato Mundial |
| Año                | Lugar                    | Medalla            | Categoría          |
| ------------------ | ------------------------ | ------------------ | ------------------ |
| 2019               | Mánchester (Reino Unido) | Medalla de bronce  | –62 kg             |
| 2023               | Bakú (Azerbaiyán)        | Medalla de oro     | –67 kg             |
| Juegos Europeos    |                          |                    |                    |
| Año                | Lugar                    | Medalla            | Categoría          |
| 2023               | Krynica-Zdrój (Polonia)  | Medalla de bronce  | –67 kg             |
| Campeonato Europeo |                          |                    |                    |
| Año                | Lugar                    | Medalla            | Categoría          |
| 2014               | Bakú (Azerbaiyán)        | Medalla de bronce  | –62 kg             |
| 2016               | Montreux (Suiza)         | Medalla de plata   | –62 kg             |
| 2021               | Sofía (Bulgaria)         | Medalla de bronce  | –67 kg             |
| 2022               | Mánchester (Reino Unido) | Medalla de plata   | –67 kg             |
| 2024               | Belgrado (Serbia)        | Medalla de plata   | –67 kg             |